# Degernes
Degernes är en tätort i Rakkestads kommun i Østfold fylke i sydöstra Norge. Tätorten hade 324 i invånarantal 1 januari 2022. Degernes kyrka (norska: Degernes kirke) byggdes 1863 och har 350 sittplatser. Kyrkan är byggd med hjälp av arkitekten Christian H. Grosch. Degerneshallen är den enda idrottshallen i kommunen. Hallen byggdes klart år 1984, den är mest använd av handbollslag. Tätortens namn kommer från diger (som betyder stor på norska) och sen substantivet nes.
Degernes utgjorde tidigare centralort i dåvarande Degernes kommun.

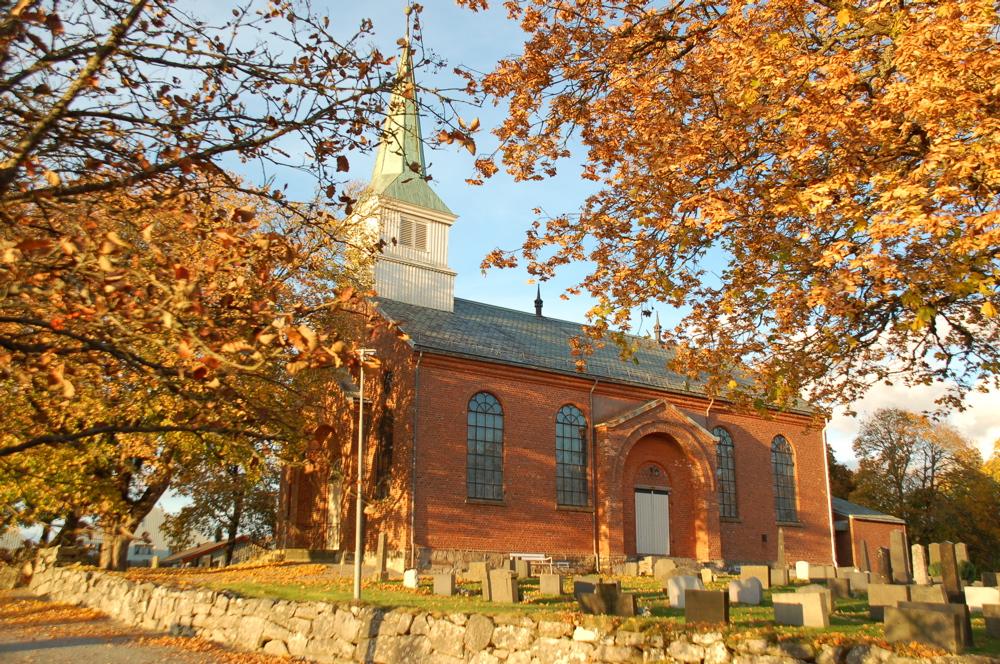
Degernes kyrka.